# Neutron
Neutronul este o particulă subatomică, fără sarcină electrică și masă (mn=1,675·10−27kg) puțin mai mare decât cea a protonului. Protonii și neutronii constituie nucleele atomilor. Numărul neutronilor, N, al unui atom poate fi diferit pentru nucleele atomice ale aceluiași element. Așa se formează izotopii. A fost teoretizat de Ernest Rutherford în 1920 ca fiind un dublet neutru format din proton și electron. Neutronul este simbolizat prin n sau n0

.
Neutronii se pot găsi (în mișcare) și în afara atomului. Aceștia interacționează numai cu nucleele atomice. Pătrunderea neutronilor în nuclee are loc cu o probabilitate ridicată, mai ales atunci cand energia lor cinetică este scăzută. Acest fenomen poate afecta stabilitatea atomului (activare, transformare sau stabilizare).
La trecerea neutronilor prin materie sunt posibile trei tipuri de interacții: împrăștiere elastică, împrăștiere inelastică și captură neutronică.
Dacă un neutron se dezintegrează, acesta se separă într-un proton, un electron și un neutrin.
Ajunși, prin ciocniri succesive, la energii joase și la un grad ridicat de imprăștiere, neutronii se comportă ca un gaz molecular care difuzează.
Materialele care încetinesc neutronii prin ciocniri elastice, fără a-i absorbi, au numele de moderator de neutroni (apă, deuteriu, beriliu, parafină, grafit). Absorbția se realizează de anumite substanțe conținând de exemplu nucleul elementului chimic bor.

## Descoperirea neutronului
În 1931, Walther Bothe și Herbert Becker în Giessen, Germania au constatat că în cazul în care particule alfa de mare energie emise de poloniu cădeau pe anumite elemente ușoare, în special beriliu, bor sau litiu, era produsă o radiație neobișnuit de penetrantă. Din moment ce această radiație nu era influențată de un câmp electric (neutronii nu au sarcină electrică), se considera că era radiație gama. Radiația era mai penetrantă decât orice raze gama cunoscute, iar detaliile privind rezultatele experimentale erau dificil de interpretat. Anul următor, Irène Joliot-Curie și Frédéric Joliot, în Paris, au arătat că, dacă această radiație necunoscută cade pe parafină, sau orice alt compus conținând hidrogen, ea ejecta protoni de energie foarte mare. Auzind rezultatele din anul 1932, de la Paris, nici Rutherford, nici James Chadwick nu au fost convinși de ipoteza razelor gama. Chadwick căutase neutronii lui Rutherford prin intermediul mai multor experimente de-a lungul anilor 1920, însă fără succes. Chadwick a realizat rapid o serie de noi experimente care arătau că ipoteza razelor gama era de neconceput. El a repetat producerea radiației folosind beriliu, a utilizat metode mai bune pentru detectare, și care vizau radiația în parafină ca urmare a experimentului de la Paris. Parafina este un compus cu conținut ridicat de hidrogen, prin urmare, oferă o țintă densă de protoni; din moment ce neutronii și protonii au masa aproape egală, protoni se împrăștie de neutroni. Chadwick a măsurat gama acestor protoni, și, de asemenea a măsurat modul în care noua radiație afecta atomii de diferite gaze.
O ținta de beriliu bombardată cu particule alfa emise de poloniu radioactiv, s-a constatat că emite, la rândul său, particule invizibile necunoscute. 
Aceste particule invizibile au lovit apoi atomii de hidrogen sau de azot în repaus. Ca rezultat al acestor ciocniri protonii sau nucleele de azot au fost puși în mișcare, iar Chadwick le-a măsurat vitezele.
{\displaystyle {v'}_{p}={\frac {2mv}{m+m_{p}}}}, unde m - masa particulei invizibile, v - viteza ei, {\displaystyle m_{p}}-masa protonilor, {\displaystyle v_{p}} - viteza lor.
În același mod, notând masa azotului și viteza sa cu {\displaystyle m_{N},v_{N}\!}:
{\displaystyle v'_{n}={\frac {2mv}{m+m_{N}}}}
{\displaystyle m_{N}=14m_{p}\!}, masa azotului = 14, masa hidrogenului =1.
De aici se obține: {\displaystyle {\frac {v'_{p}}{v'_{N}}}={\frac {m+14m_{p}}{m+m_{p}}}}
În experiențele sale, Chadwick a măsurat vitezele {\displaystyle v'_{p},v'_{N}\!}. El a găsit că raportul {\displaystyle {\frac {v'_{p}}{v'_{N}}}} era aproximativ 7,5. Prin urmare:
{\displaystyle m\approx 1,00m_{p}\!}
Chadwick a repetat experiența cu alte substanțe și a găsit din nou masa aproximativ egală cu cea a protonului. El a dovedit existența neutronilor.

## Tipuri
În funcție de energia lor, neutronii pot fi clasificați astfel:
- Neutroni rapizi (peste 8 KeV );
- Neutroni încetiniți (sub 8 KeV );
- Neutroni termici (aprox. 0,025 eV ).

## Caracteristici

Structura de quarkuri a neutronului

Momentul magnetic e diferit de zero, fapt neașteptat pentru o particulă neutră electric. Acesta e un indiciu că neutronul e o particulă compusă. 
Ernest Rutherford a emis ipoteza alcătuirii neutronului dintr-un proton și un electron prin 1920. In 1921 W. D. Harkins descria nucleele ca fiind formate din protoni si neutroni. Modelul structural proton electron al neutronului necesită existența unei forțe atractive care să contracareze paradoxul Klein rezultat pe baza relației de nedeterminare.
După modelul standard al particulelor elementare neutronul ar fi compus din quarkuri. Distingerea între cele două modele se poate face prin predicțiile cantitative furnizate asupra valorii numerice a momentului magnetic.

## Detecție
Interacțiile cu substanța amintite mai sus (captura neutronilor, împrăștierea elastică și inelastică) fac posibilă detecția lor.